# Чемпионат мира по самбо 1991
Из-за раскола в федерации самбо в 1991 году прошли два альтернативных чемпионата мира по самбо: в Монреале (Канада) 9 декабря — под эгидой ФИАС и в Шамбери (Франция) — под эгидой Международной федерации самбо (МФС).

## ФИАС
В соревнованиях по версии ФИАС приняли участие представители 8 стран: России, США, Великобритании, Югославии, Италии, Болгарии, Канады, Румынии.
| Весовая категория | Золото                       | Серебро                      | Бронза                    |
| ----------------- | ---------------------------- | ---------------------------- | ------------------------- |
| до 48 кг          | А. Вирайонг · США            |                              |                           |
| до 52 кг          | Ивайло Тодоров · Болгария    | Брэди Тейлор · США           |                           |
| до 57 кг          | Р. Доусон · Канада           | Е. Игнатов · Болгария        |                           |
| до 62 кг          | Сергей Головин · Россия      | Иван Нетов · Болгария        | М. Саливан · Канада       |
| до 68 кг          | Александр Аксёнов · Россия   | И. Ордилек · Канада          | Норт Сэнди · Канада       |
| до 74 кг          | Владимир Япринцев · Россия   | Стив Нельсон · США           | Васил Соколов · НРБ       |
| до 82 кг          | Игорь Куринной · Россия      | М. Денсбергер · США          | К. Кантшев · Болгария     |
| до 90 кг          | Гусейн Хайбулаев · Россия    | С. Моисаче · Румыния         | Никола Филипов · Болгария |
| до 100 кг         | Вячеслав Елистратов · Россия | Анатолий Желязков · Болгария | Рональд Ангус · Канада    |
| свыше 100 кг      | Эдуард Грамс · Россия        | Даме Стойков · Болгария      | Роджер Неф · США          |

### Командный зачёт
| # | Страна   | Золото | Серебро | Бронза | Всего |
| - | -------- | ------ | ------- | ------ | ----- |
| 1 | Россия   | 7      | 0       | 0      | 7     |
| 2 | Болгария | 1      | 4       | 2      | 7     |
| 3 | США      | 1      | 3       | 2      | 6     |
| 4 | Канада   | 1      | 1       | 2      | 4     |
| 5 | Румыния  | 0      | 1       | 0      | 1     |

## МФС
Чемпионат прошёл в Доме Конвентов 4-9 декабря. В нём приняли участие 42 спортсмена из десяти стран.
| Весовая категория | Золото                        | Серебро                   | Бронза                                              |
| ----------------- | ----------------------------- | ------------------------- | --------------------------------------------------- |
| до 48 кг          | Николай Цыпандин · Россия     | Виктор Грате · Молдова    | Артур Огонян · Армения Жан-Люк Мазо · Франция       |
| до 52 кг          | Гурген Тутхалян · Армения     | Мевлуд Меладзе · Грузия   | Гомес Лоренсо · Испания Жоан Плисонье · Франция     |
| до 57 кг          | Овик Манукян · Армения        | Василий Дудуш · Молдова   | Кристиан Деневиль · Франция Анжело Арланди · Италия |
| до 62 кг          | Натик Багиров · Беларусь      | Фёдор Лазаренко · Молдова | Муртаз Туркия · Грузия Вардан Восканян · Армения    |
| до 68 кг          | Гагик Казарян · Армения       | Гия Нацвлишвили · Грузия  | Жан Доминик · Франция Игорь Колев · Беларусь        |
| до 74 кг          | Владимир Черных · Беларусь    | Дидье Беркати · Франция   | Ара Тчатьян · Армения Хосе Фернандес · Испания      |
| до 82 кг          | Дидье Дуру · Франция          | Николай Козлов · Россия   | Виктор Бухвал · Беларусь Ласкар Дриди · Турция      |
| до 90 кг          | Артур Григорян · Армения      | Дмитрий Божко · Беларусь  | Вано Гамхиташвили · Грузия Ида Тадатоми · Япония    |
| до 100 кг         | Евгений Долинин · Беларусь    | Сиода Такахи · Япония     | Виктор Авалиани · Грузия Кристина Брузат · Франция  |
| свыше 100 кг      | Валериан Парунашвили · Грузия | Кристиан Брюза · Франция  | Инояки Мазасоси · Япония Совик Согосарив · Румыния  |

### Командный зачёт
1. Беларусь;
2. Армения;
3. Франция;